# Квадратури Гауса
В обчислювальній математиці, квадратурні формули використовують для апроксимації визначеного інтеграла заданої функції. Зазвичай являють собою скінченну суму зважених значень функції в певних точках (вузлах) з області інтегрування. (більше про квадратурні формули див. чисельне інтегрування) n-точковою квадратурою Гаусса, або квадратурною формулою Гаусса (на честь Карла Гаусса), називається формула
{\displaystyle \int _{a}^{b}\omega (x)f(x)\,dx\approx \sum _{i=1}^{n}w_{i}f(x_{i}).}
що обчислює точне значення інтегралів для поліномів порядку не вище 2n − 1 з відповідним вибором вузлів xi і ваг wi при i = 1, …, n.
Для знаходження вузлів і ваг квадратури використовують ортогональні поліноми на інтервалі інтегрування. Вибираючи різні поліноми для різних ваг отримують різні набори вузлів і вагових коефіцієнтів. Для найпоширеніших систем зазвичай виведені аналітичні формули, тому, щоб обчислити інтеграл на довільному проміжку, можна зробити заміну змінних, і використовувати стандартні квадратури. (див. Заміна змінних)

## Формули основних квадратур
В наступній таблиці наведено найпоширеніші варіанти ваг і відповідних поліномів та інтервалів інтегрування
| Інтервал | ω(x)                                                                    | Ортогональні поліноми            | Дивіться…                    |
| -------- | ----------------------------------------------------------------------- | -------------------------------- | ---------------------------- |
| [−1, 1]  | {\displaystyle 1\,}                                                     | Поліноми Лежандра                | Квадратури Гаусса — Лежандра |
| (−1, 1)  | {\displaystyle {\frac {1}{\sqrt {1-x^{2}}}}}                            | Поліноми Чебишова (першого роду) | Квадратури Гаусса — Чебишова |
| [−1, 1]  | {\displaystyle {\sqrt {1-x^{2}}}}                                       | Поліноми Чебишова (другого роду) | Квадратури Гаусса — Чебишова |
| (−1, 1)  | {\displaystyle (1-x)^{\alpha }(1+x)^{\beta },\quad \alpha ,\beta >-1\,} | Поліноми Якобі                   | Квадратури Гаусса — Якобі    |
| [0, ∞)   | {\displaystyle e^{-x}\,}                                                | Поліноми Лаґерра                 | Квадратури Гаусса — Лаґерра  |
| [0, ∞)   | {\displaystyle x^{\alpha }e^{-x}\,}                                     | Узагальнені поліноми Лаґерра     | Квадратури Гаусса — Лаґерра  |
| (−∞, ∞)  | {\displaystyle e^{-x^{2}}}                                              | Поліноми Ерміта                  | Квадратури Гаусса — Ерміта   |

### Квадратури Гаусса— Лежандра
Один з найпоширеніших випадків, коли {\displaystyle \omega (x)=1}, тоді для знаходження вузлів і ваг використовують поліноми Лежандра Pn(x), а метод також називають квадратурою Гаусса — Лежандра. Вузли знаходять, як корені поліномів Pn(x). Аналітичного співвідношення для них немає, а для вагових коефіцієнтів n-го порядку формула має вигляд:
{\displaystyle w_{i}={\frac {2}{\left(1-x_{i}^{2}\right)[P'_{n}(x_{i})]^{2}}}.\,\!}
Значення для деяких квадратур низького порядку наведено в таблиці:
| Кількість вузлів, n | Точні значення                                                   | Точні значення                                     | Заокруглені значення | Заокруглені значення |
| Кількість вузлів, n | Вузли, xi                                                        | Ваги, wi                                           | Вузли, xi            | Ваги, wi             |
| ------------------- | ---------------------------------------------------------------- | -------------------------------------------------- | -------------------- | -------------------- |
| 1                   | {\displaystyle 0}                                                | {\displaystyle 2}                                  | 0                    | 2                    |
| 2                   | {\displaystyle \pm {\sqrt {1/3}}}                                | {\displaystyle 1}                                  | ±0.57735027          | 1                    |
| 3                   | {\displaystyle 0}                                                | {\displaystyle {\tfrac {8}{9}}}                    | 0                    | 0.88888889           |
| 3                   | {\displaystyle \pm {\sqrt {3/5}}}                                | {\displaystyle {\tfrac {5}{9}}}                    | ±0.77459667          | 0.55555556           |
| 4                   | {\displaystyle \pm {\sqrt {{\Big (}3-2{\sqrt {6/5}}{\Big )}/7}}} | {\displaystyle {\tfrac {18+{\sqrt {30}}}{36}}}     | ±0.33998104          | 0.65214515           |
| 4                   | {\displaystyle \pm {\sqrt {{\Big (}3+2{\sqrt {6/5}}{\Big )}/7}}} | {\displaystyle {\tfrac {18-{\sqrt {30}}}{36}}}     | ±0.86113631          | 0.34785485           |
| 5                   | 0                                                                | {\displaystyle {\tfrac {128}{225}}}                | 0                    | 0.56888889           |
| 5                   | {\displaystyle \pm {\tfrac {1}{3}}{\sqrt {5-2{\sqrt {10/7}}}}}   | {\displaystyle {\tfrac {322+13{\sqrt {70}}}{900}}} | ±0.53846931          | 0.47862867           |
| 5                   | {\displaystyle \pm {\tfrac {1}{3}}{\sqrt {5+2{\sqrt {10/7}}}}}   | {\displaystyle {\tfrac {322-13{\sqrt {70}}}{900}}} | ±0.90617985          | 0.23692689           |

### Квадратури Гаусса— Чебишова
Для обчислення інтегралів на проміжку [-1;1] у випадку вагової функції {\displaystyle w(x)={\frac {1}{\sqrt {1-x^{2}}}}} використовують поліноми Чебишова першого роду Tn, вузли й ваги будуть задані співвідношеннями:
{\displaystyle x_{i}=\cos \left({\frac {2i-1}{2n}}\pi \right)}
{\displaystyle w_{i}={\frac {\pi }{n}}}
Коли ж {\displaystyle w(x)={\sqrt {1-x^{2}}}} використовують поліноми Чебишова другого роду Un, а вузли й ваги можна знайти зі співвідношень:
{\displaystyle x_{i}=\cos \left({\frac {i}{n+1}}\pi \right)}
{\displaystyle w_{i}={\frac {\pi }{n+1}}\sin ^{2}\left({\frac {i}{n+1}}\pi \right).\,}
Таблиця значень для деяких квадратур низького порядку:
| Кількість вузлів, n | поліноми першого роду                                  | поліноми першого роду             | поліноми другого роду                 | поліноми другого роду                           |
| Кількість вузлів, n | Вузли, xi                                              | Ваги, wi                          | Вузли, xi                             | Ваги, wi                                        |
| ------------------- | ------------------------------------------------------ | --------------------------------- | ------------------------------------- | ----------------------------------------------- |
| 1                   | 0                                                      | {\displaystyle \pi }              | 0                                     | {\displaystyle {\frac {\pi }{2}}}               |
| 2                   | {\displaystyle \pm {\sqrt {2}}/2}                      | {\displaystyle {\frac {\pi }{2}}} | {\displaystyle \pm 1/2}               | {\displaystyle {\frac {\pi }{4}}}               |
| 3                   | 0                                                      | {\displaystyle {\frac {\pi }{3}}} | 0                                     | {\displaystyle {\frac {\pi }{4}}}               |
| 3                   | {\displaystyle \pm {\sqrt {3}}/2}                      | {\displaystyle {\frac {\pi }{3}}} | {\displaystyle \pm {\sqrt {2}}/2}     | {\displaystyle {\frac {\pi }{8}}}               |
| 4                   | {\displaystyle \pm {\sqrt {2+{\sqrt {2}}}}{\Big /}2}   | {\displaystyle {\frac {\pi }{4}}} | {\displaystyle \pm ({\sqrt {5}}+1)/4} | {\displaystyle \pi {\frac {5-{\sqrt {5}}}{40}}} |
| 4                   | {\displaystyle \pm {\sqrt {2-{\sqrt {2}}}}{\Big /}2}   | {\displaystyle {\frac {\pi }{4}}} | {\displaystyle \pm ({\sqrt {5}}-1)/4} | {\displaystyle \pi {\frac {5+{\sqrt {5}}}{40}}} |
| 5                   | 0                                                      | {\displaystyle {\frac {\pi }{5}}} | 0                                     | {\displaystyle {\frac {\pi }{6}}}               |
| 5                   | {\displaystyle \pm {\sqrt {10+2{\sqrt {5}}}}{\Big /}4} | {\displaystyle {\frac {\pi }{5}}} | {\displaystyle \pm {\sqrt {3}}/2}     | {\displaystyle {\frac {\pi }{24}}}              |
| 5                   | {\displaystyle \pm {\sqrt {10-2{\sqrt {5}}}}{\Big /}4} | {\displaystyle {\frac {\pi }{5}}} | {\displaystyle \pm 1/2}               | {\displaystyle {\frac {\pi }{12}}}              |

### Квадратури Гаусса— Якобі
Для вагової функції {\displaystyle w(x)=(1-x)^{\alpha }(1+x)^{\beta }} де α і β > −1 використовують поліноми Якобі Pn(α,β)(x). В такому разі, вагові коефіцієнти можна знайти зі співвідношення:
{\displaystyle w_{i}=-{\frac {2n+\alpha +\beta +2}{n+\alpha +\beta +1}}{\frac {\Gamma (n+\alpha +1)\Gamma (n+\beta +1)}{\Gamma (n+\alpha +\beta +1)(n+1)!}}{\frac {2^{\alpha +\beta }}{P'_{n}(x_{i})P_{n+1}(x_{i})}},}

### Квадратури Гаусса— Лаґерра
Щоб порахувати інтеграл {\displaystyle \int _{-\infty }^{+\infty }e^{-x}f(x)\,dx.} можна скористатись поліномами Лаґерра Ln. Вузли будуть коренями полінома Ln, а ваги задані формулою:
{\displaystyle w_{i}={\frac {x_{i}}{(n+1)^{2}[L_{n+1}(x_{i})]^{2}}}.}
В більш загальному випадку {\displaystyle w(x)=x^{\alpha }e^{-x}} використовують узагальнені поліноми Лаґерра Ln(α)

### Квадратури Гауса— Ерміта
Для обчислення інтегралу {\displaystyle \int _{-\infty }^{+\infty }e^{-x^{2}}f(x)\,dx} вузли квадратури xi шукають як розв'язки поліномів Ерміта (фізичної версії) Hn(x), а відповідні ваги wi можна знайти:
{\displaystyle w_{i}={\frac {2^{n-1}n!{\sqrt {\pi }}}{n^{2}[H_{n-1}(x_{i})]^{2}}}}

## Формули деяких модифікованих квадратур
Окрім різних вагових функцій і інтервалів інтегрування, для знаходження вузлів і ваг можуть накладатись і інші додаткові умови.

### Квадратури Гаусса— Радау
Квадратурою Гаусса — Радау (або квадратура Радау) називають таку n точкову квадратуру, яка точна для поліномів порядку не вище 2n-3, але початкова точка інтервалу інтегрування включена в список вузлів квадратури, тоді як визначається решта n-1 вузол. Формула для інтеграла на проміжку [–1;1] з 1-ю ваговою функцією представляється у вигляді:
{\displaystyle \int _{-1}^{1}f(x)\,dx=w_{1}f(-1)+\sum _{i=2}^{n}w_{i}f(x_{i})+E.}
Невідомі вузли xi для i = 2, …, n є коренями полінома {\displaystyle {\frac {P_{n-1}(x)+P_{n}(x)}{1+x}}}, де Pk, k-й поліном Лежандра.
Вага для першого вузла {\displaystyle w_{1}={\frac {2}{n^{2}}}}, решта визначаються за формулою:
{\displaystyle w_{i}={\frac {1-x_{i}}{[nP_{n-1}(x_{i})]^{2}}}={\frac {1}{(1-x_{i})[P_{n-1}^{'}(x_{i})]^{2}}}}
Залишковий член:
{\displaystyle E={\frac {2^{2n-1}n[(n-1)!]^{4}}{[(2n-1)!]^{3}}}f^{(2n-1)}(\xi ),\quad (-1<\xi <1).}
Таблиця значень для деяких квадратур низького порядку:
| Кількість вузлів, n | Точні значення                              | Точні значення                                | Заокруглені значення | Заокруглені значення |
| Кількість вузлів, n | Вузли, xi                                   | Ваги, wi                                      | Вузли, xi            | Ваги, wi             |
| ------------------- | ------------------------------------------- | --------------------------------------------- | -------------------- | -------------------- |
| 2                   | {\displaystyle -1}                          | {\displaystyle {\tfrac {1}{2}}}               | -1                   | 0.5                  |
| 2                   | {\displaystyle 1/3}                         | {\displaystyle {\tfrac {3}{2}}}               | 0.33333333           | 1.6                  |
| 3                   | {\displaystyle -1}                          | {\displaystyle {\tfrac {2}{9}}}               | -1                   | 0.22222222           |
| 3                   | {\displaystyle {\tfrac {1-{\sqrt {6}}}{5}}} | {\displaystyle {\tfrac {16+{\sqrt {6}}}{18}}} | -0.28989795          | 1.02497165           |
| 3                   | {\displaystyle {\tfrac {1+{\sqrt {6}}}{5}}} | {\displaystyle {\tfrac {16-{\sqrt {6}}}{18}}} | 0.68989795           | 0.75280613           |
| 4                   |                                             |                                               | -1                   | 0.125                |
| 4                   | -0.575319                                   | 0.657689                                      |                      |                      |
| 4                   | 0.181066                                    | 0.776387                                      |                      |                      |
| 4                   | 0.822824                                    | 0.440924                                      |                      |                      |
| 5                   |                                             |                                               | -1                   | 0.08                 |
| 5                   | -0.72048                                    | 0.446208                                      |                      |                      |
| 5                   | -0.167181                                   | 0.623653                                      |                      |                      |
| 5                   | 0.446314                                    | 0.562712                                      |                      |                      |
| 5                   | 0.885792                                    | 0.287427                                      |                      |                      |

### Квадратури Гаусса— Лобатто
Також відомі як квадратури Лобатто, названі на честь нідерландського математика Рехюла Лобатто. Це такі n точкові квадратури, які точні для поліномів порядку не вище 2n – 3, але початкова і кінцева точки інтервалу інтегрування включена в список вузлів квадратури, тоді як визначається решта n – 2 вузли. Формула для інтеграла на проміжку [–1;1] з 1-ю ваговою функцією:
{\displaystyle \int _{-1}^{1}{f(x)\,dx}=w_{1}f(-1)+w_{n}f(1)+\sum _{i=2}^{n-1}{w_{i}f(x_{i})}+E_{n}.}
Вузли xi для i = 2, …, n-1 є i–1-ми коренями полінома P'n-1.
Перша й остання ваги {\displaystyle w_{1,n}={\frac {2}{n(n-1)}}}, а решта:
{\displaystyle w_{i}={\frac {2}{n(n-1)[P_{n-1}(x_{i})]^{2}}}\quad (x_{i}\neq \pm 1).}
Залишок у вигляді:
{\displaystyle E_{n}={\frac {-n(n-1)^{3}2^{2n-1}[(n-2)!]^{4}}{(2n-1)[(2n-2)!]^{3}}}f^{(2n-2)}(\xi ),\quad (-1<\xi <1)}
Таблиця значень для деяких квадратур низького порядку:
| Кількість вузлів, n | Точні значення                                                     | Точні значення                                | Заокруглені значення | Заокруглені значення |
| Кількість вузлів, n | Вузли, xi                                                          | Ваги, wi                                      | Вузли, xi            | Ваги, wi             |
| ------------------- | ------------------------------------------------------------------ | --------------------------------------------- | -------------------- | -------------------- |
| {\displaystyle 3}   | {\displaystyle 0}                                                  | {\displaystyle {\tfrac {4}{3}}}               | 0                    | 1.33333333           |
| {\displaystyle 3}   | {\displaystyle \pm 1}                                              | {\displaystyle {\tfrac {1}{3}}}               | ±1                   | 0.33333333           |
| {\displaystyle 4}   | {\displaystyle \pm {\sqrt {1/5}}}                                  | {\displaystyle {\tfrac {5}{6}}}               | ±0.44721360          | 0.83333333           |
| {\displaystyle 4}   | {\displaystyle \pm 1}                                              | {\displaystyle {\tfrac {1}{6}}}               | ±1                   | 0.16666667           |
| {\displaystyle 5}   | {\displaystyle 0}                                                  | {\displaystyle {\tfrac {32}{45}}}             | 0                    | 0.71111111           |
| {\displaystyle 5}   | {\displaystyle \pm {\sqrt {3/7}}}                                  | {\displaystyle {\tfrac {49}{90}}}             | 0.65465367           | 0.54444444           |
| {\displaystyle 5}   | {\displaystyle \pm 1}                                              | {\displaystyle {\tfrac {1}{10}}}              | ±1                   | 0.1                  |
| {\displaystyle 6}   | {\displaystyle {\sqrt {{\Big (}7-2{\sqrt {7}}{\Big )}{\Big /}21}}} | {\displaystyle {\tfrac {14+{\sqrt {7}}}{30}}} | 0.28523151           | 0.55485838           |
| {\displaystyle 6}   | {\displaystyle {\sqrt {{\Big (}7+2{\sqrt {7}}{\Big )}{\Big /}21}}} | {\displaystyle {\tfrac {14-{\sqrt {7}}}{30}}} | 0.76505532           | 0.37847496           |
| {\displaystyle 6}   | {\displaystyle \pm 1}                                              | {\displaystyle {\tfrac {1}{15}}}              | ±1                   | 0.06666667           |

## Зміна інтервалу інтегрування
Перш ніж застосувати квадратуру до інтеграла на відрізку [a, b] він має бути трансформований в інтеграл на відрізку [−1, 1]. Для цього можна здійснити перетворення координат наступним чином:
{\displaystyle \int _{a}^{b}f(x)\,dx={\frac {b-a}{2}}\int _{-1}^{1}f\left({\frac {b-a}{2}}z+{\frac {a+b}{2}}\right)\,dz.}
Застосувавши квадратуру Гаусса отримаємо наступну апроксимацію:
{\displaystyle \int _{a}^{b}f(x)\,dx\approx {\frac {b-a}{2}}\sum _{i=1}^{n}w_{i}f\left({\frac {b-a}{2}}z_{i}+{\frac {a+b}{2}}\right).}